# Jeff (The Westerner)
Jeff ist die 1960 erstmals ausgestrahlte erste Episode der US-amerikanischen Western-Fernsehserie The Westerner.

## Handlung
Eine schmutzigen Kneipe in einer Stadt ohne Sheriff: Die junge Frau Jeff wird von ihrem Chef – oder Zuhälter – Denny Lipp, einem ehemaligen Preisboxer, dazu gezwungen, einen betrunkenen und nach ihr schreienden Kunden zu bedienen. Als sie dem nachkommt, vergreift sich der Kunde wie befürchtet an ihr, sie kann gerade noch entkommen. Als er ihr folgen will, schlägt Denny ihn mit einem Fausthieb tot. Jeff will weder die Kneipe noch Denny jemals wiedersehen, doch Denny meint, er werde sie nicht gehen lassen, und wenn er das eines Tages doch tun sollte, werde sie nicht gehen wollen. Dann zeigt er ihr, wie sie sich mit Tricks wehren könne, der er beim Boxen gelernt habe. Dabei gibt er ihr ein paar Ohrfeigen.
Dave Blassingame, der Jeff schon als Kind kannte, kommt in die Kneipe, um sie dort herauszuholen. Zunächst bestellt er einen Whiskey, wobei er den Barmann Crow mit seiner Winchester bedrohen muss, um sein Wechselgeld und einen halbwegs sauberen Becher zu bekommen. Als Jeff Dave sieht, erzählt sie ihm unter Tränen, dass sie zwar ihre Familie gerne wiedersehen würde, dass die ihre Tätigkeit aber nicht billigen und sie schließlich hinauswerfen würde. Und es bringe auch nichts, diese Tätigkeit zu verschweigen, weil so etwas immer herauskäme. Crow besteht inzwischen darauf, dass Dave Jeff zu einem Drink einladen solle, sonst dürfe sie nicht weiter mit ihm sprechen. Als er versucht, das mit Gewalt durchzusetzen, schlägt Dave ihn nieder. Dave verspricht Jeff, er wolle sich um sie kümmern und mit ihr leben, woraufhin sie einwilligt und ihre Sachen packen geht. Crow will Dave nun erschießen, doch kommt der ihm zuvor.
Durch den Schusswechsel aufgeschreckt, eilt Jeff zurück in die Kneipe. Auch Denny erscheint, begleitet von zwei bewaffneten Helfern. Er wiederholt, dass er Jeff nicht gehen lasse. Er brauche sie, was ihn selbst überrasche. Und er möchte die wirtschaftliche Stärke, die sie bringe, ausnutzen. Dann schickt er sie in ihr Zimmer und fordert Dave zu einem Boxkampf heraus. Der ist zunächst chancenlos, während Denny dabei über das Boxen doziert. Irgendwann wehrt Dave sich schmutzig, woraufhin Denny ihm vorwirft, das sei gegen die Regeln. Dave meint dazu nur, es sei kein Spiel. Danach schickt Denny Dave weg, doch der weigert sich, weil ihm Jeff zu viel bedeute. Daraufhin meint Denny, Dave solle sie mitnehmen, und gibt Jeff ein paar Dollar als Hochzeitsgeschenk. Wenn aus der Hochzeit nichts werde, könne sie gerne zurückkommen. Nachdem Denny die beiden allein gelassen hat schickt Jeff auch Dave fort. Sie werde nicht mit ihm gehen, sie sei es nicht wert, gerettet zu werden, und es wahrscheinlich nie gewesen. Beim Hinausgehen trifft Dave noch einmal auf Denny, der ihm sagt, er habe ihn gewarnt. Dave antwortet, Frauen seien das Größte und er werde Denny immer für das hassen, was er aus Jeff gemacht habe. Wieder auf der Straße trifft Dave auf die schmutzige Glorie, die ihm schon vorher religiöses Material verkaufen wollte. Sie fragt ihn, ob er Rettung gefunden habe. Dave verneint und fragt zurück, ob sie das habe, was sie bejaht.

## Hintergrund
Sam Peckinpah, der regelmäßig Geschichten auch in Bars und Bordellen suchte, hatte die Geschichte von einer 75 Jahre alten Prostituierten gehört, als die sich an ihre erste Liebe erinnerte. Als die beiden ein Jahr später erneut aufeinandertrafen, meinte sie, Peckinpah schulde ihr etwas; sie wollte aber nur ein Bier.
Wie auch einige andere Folgen von The Westerner, war Jeff ziemlich hart für das Fernsehen von 1960. Schon im Vorfeld weigerten sich ein paar der mit NBC assoziierten Sender, die Folge auszustrahlen. Erst David Levy, der Programmverantwortliche von NBC, und Dick Powell, der Vorsitzende der damals sehr erfolgreichen Produktionsfirma Four Star Television, konnten sie dazu überreden, die Folge zu zeigen. Tatsächlich gab es nach der Ausstrahlung Beschwerden über den kontroversen Inhalt im Allgemeinen und über die Verwendung des Wortes „Damn“ („verdammt“) im Besonderen.

## Kritiken
Jeff erhielt Kritiken, die im Rückblick als „extatisch“ bezeichnet wurden. Tatsächlich war James Powers vom Hollywood Reporter begeistert, als er eine Kritik zur Serie zu einem Zeitpunkt verfasste, zu dem Jeff als einzige Folge veröffentlicht war. Er beurteilte The Westerner als herausragend, eine Serie, die in der Zukunft nichts als die eigenen hohen Standards zu fürchten habe. Er sah ein bewegendes und poetisches Drama, das hervorragend geschrieben sei, und bei dem die Regie und die schauspielerischen Leistungen genauso gut seien. Die komplexen Figuren würden in aller Ausführlichkeit untersucht und analysiert. Als einzigen Mangel sah er die Gewaltszenen, die der Geschichte überhaupt nicht halfen. Weniger positiv war die Kritik der Variety, die ebenfalls kurz nach der Veröffentlichung von Jeff herauskam. Es sei ein Schocker, der nicht uninteressant und schnell vorbeigegangen sei, nicht nur wegen der voyeuristischen und der Gewaltszenen, sondern auch wegen des offensichtlichen Talents, sowohl vor als auch hinter der Kamera. Heverly und Peckinpah werden genauso gelobt wie Keith und Toone. Die Geschichte dagegen sei krank und gewaltverliebt; sie sei überhaupt nicht für die Sendezeit (freitags um 20:30 Uhr) geeignet. Außerdem deute das Drehbuch sehr viel mehr an als es aussage, es wirke so, als würde es mit dem Hays Code spielen. Auch wurde die Darstellung von Jeff kritisiert. Sie wirke, als sei das Leben bereits aus ihr herausgeprügelt worden und sie das bereits akzeptiert habe. Mehr emotionale Breite hätte die Folge möglicherweise aus ihrer kranken Atmosphäre gehoben.
Auch Jahre nach ihrer Veröffentlichung wurde Jeff rezipiert, und das eher noch positiver als 1960. Es sei die beste Folge der Serie, brilliant gemacht und eindringlich, ein kleines Meisterwerk, an dem deutlich zu sehen sei, wie gut die Serie war. Es sei auch die Lieblingsfolge von Sam Peckinpah. Angesichts des 1960 kontroversen Themas von Jeff meinte Arnold Laven, dass die Serie nur für Erwachsene gewesen sei. Die Folge sei ungewöhnlich realistisch und zynisch gewesen und habe auch nicht das für eine Folge dieser Zeit typische Ende gehabt. Gary Yoggi teilte auch den Hinweis von James Powers auf die Gewalt der Folge nicht. Dies sei ein Vorwurf, der einem Großteil der Arbeit Sam Peckinpahs gemacht worden sei. Terrence Rafferty von der New York Times fühlte sich durch die Atmosphäre an Camino Real von Tennessee Williams erinnert und fand es überraschend, wie wenig die Kraft der Folge von dem Schock abhänge, den sie auslöste. Ernest Callenbach meinte, Jeff sei mit einer angenehmen Ernsthaftigkeit erzählt und vermittele ihren delikaten Inhalt mit Zurückhaltung. Er sah auch technische Mängel, die allerdings dem Drehplan geschuldet seien, der nur drei Tage für eine Folge vorsah.
Als Thema von Jeff wurde die Erkenntnis ausgemacht, dass Liebe zwar großartig sei, manchmal aber nicht genug. Die Folge zeige auch Peckinpahs Verzweiflung darüber, dass während der Dreharbeiten seine Ehe mit Marie Selland zerbrach. Selland war in Jeff in der Rolle der fanatischen Christin Glorie zu sehen.